# Drzewica (gmina)
Pour les articles homonymes, voir Drzewica (homonymie).
Drzewica est une gmina (commune) mixte ou urbaine-rurale (gmina miejsko-wiejska) du powiat d'Opoczno, dans la Voïvodie de Łódź, dans le centre de la Pologne.
Son siège administratif (chef-lieu) est la ville de Opoczno, qui se situe environ 79 kilomètres au sud-est de la capitale régionale Łódź (capitale de la voïvodie).
La gmina couvre une superficie de 118,42 km2 pour une population de 11 053 habitants en 2006, donc 3 945 habitants pour la ville de Drzewica et 7 108 habitants pour la partie rurale.

## Géographie
Outre la ville de Drzewica, la gmina inclut les villages et localités de :
- Augustów
- Brzustowiec
- Brzuza
- Dąbrówka
- Domaszno
- Giełzów
- Idzikowice
- Jelnia
- Krzczonów
- Radzice Duże
- Radzice Małe
- Strzyżów
- Świerczyna
- Trzebina
- Werówka
- Zakościele
- Żardki
- Żdżary

### Gminy voisines
La gmina de Drzewica est voisine des gminy suivantes :
- Gielniów
- Odrzywół
- Opoczno
- Poświętne
- Rusinów

## Administration
De 1975 à 1998, le village était attaché administrativement à l'ancienne voïvodie de Radom.

Depuis 1999, il fait partie de la nouvelle voïvodie de Łódź.

## Structure du terrain
D'après les données de 2007, la superficie de la commune de Drzewica est de 118,42 kilomètres carrés, répartis comme telle :
- terres agricoles : 60 %
- forêts : 33 %

La commune représente 11,4 % de la superficie du powiat.

## Démographie
Données du 31 décembre 2007 :
| Description        | Total  | Total | Femmes | Femmes | Hommes | Hommes |
| ------------------ | ------ | ----- | ------ | ------ | ------ | ------ |
| Unité              | Nombre | %     | Nombre | %      | Nombre | %      |
| Population         | 11 076 | 100   | 5 629  | 50,8   | 5 447  | 49,2   |
| Densité (hab./km²) | 94     | 94    | 48     | 48     | 46     | 46     |